# Playa Flamenca

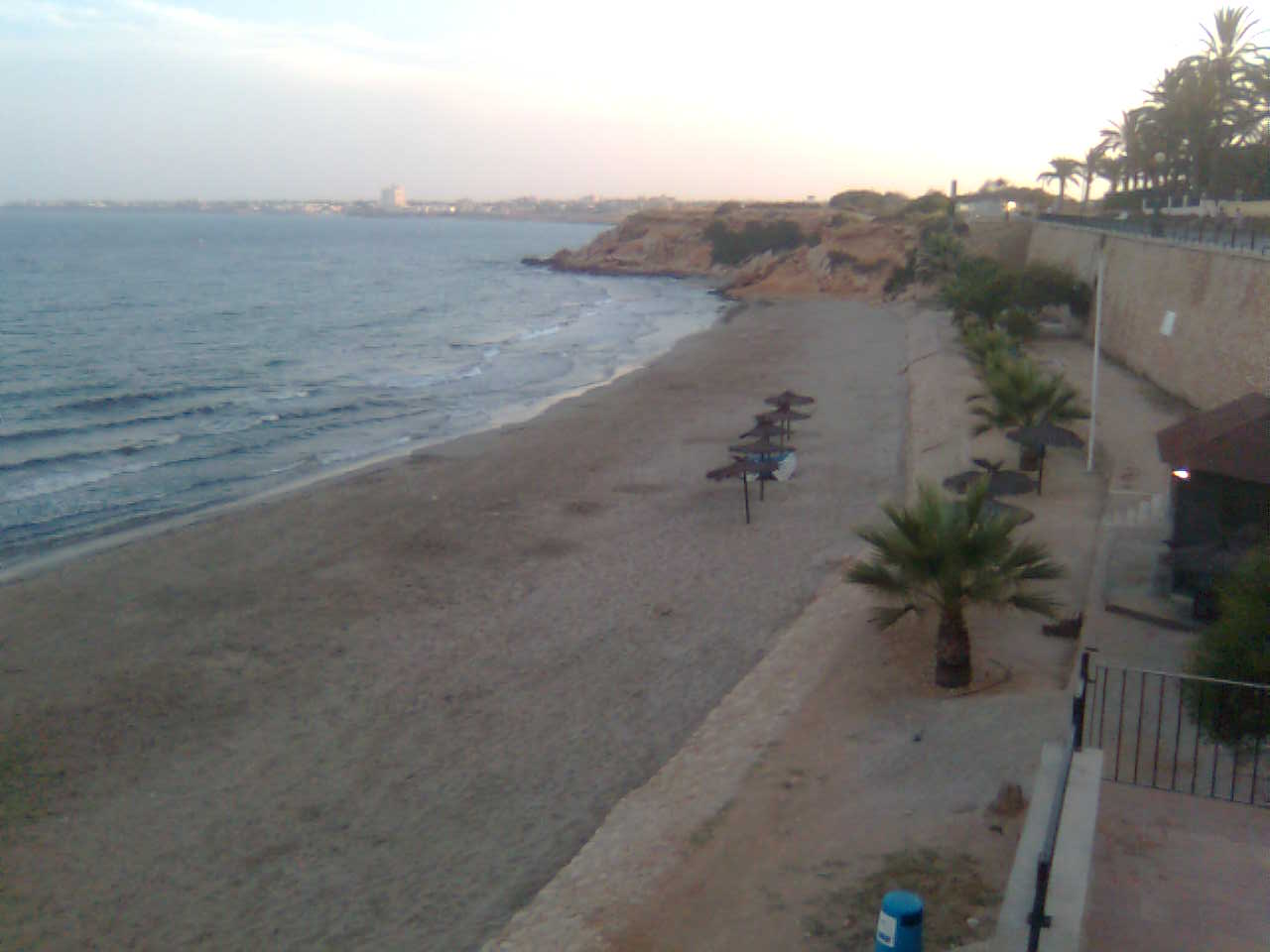
Imagen de Punta Prima, Orihuela, comunidad valenciana, España.

La playa Flamenca es una playa de arena del municipio de Orihuela en la provincia de Alicante (España). La urbanización recibió este nombre porque sus primeros promotores urbanísticos son de origen belga de la parte de Flandes.
Esta playa limita al norte con la playa de Punta Prima y al sur con la playa de la Zenia y tiene una longitud de 172 m, con una amplitud de 42 m.
Se sitúa en un entorno urbano, dispone de acceso por calle. Cuenta con un nuevo paseo marítimo y aparcamiento delimitado desde 2007. Es una playa balizada, con zona balizada para la salida de embarcaciones.
- La Urbanización tiene dos playas llamadas La Mosca y La Estaca que cuenta con el distintivo de Bandera Azul desde 1992.

- Datos: Q3108543